# Лорен Голлі
Лорен Голлі (англ. Lauren Holly; нар. 28 жовтня 1963, Бристоль, Пенсільванія, США) — американо-канадська актриса, серед ролей якої: заступник шерифа Максін Стюарт у телесеріалі «Застава фехтувальників», директор Кримінально-розшукової служби ВМС Дженні Шепард у серіалі «NCIS: Полювання на вбивць», д-р Бетті Роджерс у «Мотиві», Мері Свонсон у фільмі «Тупий та ще тупіший» (1994), дружина Брюса Лі, Лінда, у фільмі «Дракон: Історія Брюса Лі» (1993), Деріан Смоллз у фільмі «Красиві дівчата» (1996) та Джіджі у фільмі «Чого хочуть жінки» (2000).

## Раннє життя
Народилася 28 жовтня 1963 в місті Бристоль, штат Пенсільванія. Її мати, Мікаель Енн Голлі, є істориком мистецтва, директором дослідницької та академічної програми Старра в Інституті мистецтв Стерлінга і Франсін Кларк та колишнім професором коледжів Гобарта та Вільяма Сміта. Батько Грант Голлі є сценаристом і викладачем літератури в коледжах Гобарта та Вільяма Сміта. У родині було двоє молодших синів: Нік і Александер Іннес Голлі (1977—1992). Голлі виросла в Дженіві, штат Нью-Йорк (штат). У 1981 році закінчила Дженівську середню школу, де вона була чирлідеркою. У 1985 році здобула ступінь бакалавра з англійської мови в коледжі Сари Лоренс у Нью-Йорку.

## Кар'єра
Акторська кар'єра Голлі почалася у віці 20 років, коли вона з'явилася в ролі Карли Валіцкі у двох епізодах «Блюз Гілл-стріт». У 23 роки вона приєдналася до акторського складу телевізійної мильної опери «Усі мої діти» в ролі Джулі Ренд Чендлер (1986—1989). У 1990 році зіграла персонажку коміксів Бетті Купер у телефільмі «Арчі: До Рівердейла і назад».
У 1992—1996 роках Голлі виконувала головну роль заступниці шерифа з маленького містечка Максін Стюарт разом з актором-ветераном кіно Томом Скерріттом у серіалі CBS «Застава фехтувальників» (англ. Picket Fences) протягом чотирьох сезонів, з'являючись у кожному епізоді, крім одного. У 1993 році вона зіграла Лінду Лі Кедвелл, дружину майстра бойових мистецтв, актора Брюса Лі, у фільмі «Дракон: Історія Брюса Лі». Виконала ролі Мері Свонсон, кохання Ллойда Крістмаса, в комедії Джима Керрі 1994 року «Тупий та ще тупіший»; докторки в рімейку «Сабріни» Сіднея Поллака 1995 року та лейтенанта Емілі Лейк у комедії 1996 року «Прибрати перископ» із Келсі Греммером. Знялася у фільмі «Щонеділі» (1999).
Голлі знялася в кліпі на сингл гурту Dixie Chicks «Goodbye Earl» (2000). Вона була членом акторського складу «NCIS: Полювання на вбивць» як директорка спецслужби Дженні Шепард з 2005 по 2008 рік, возз'єднавшись зі своїми колишніми колегами по фільму «Чиказька надія» Марком Гармоном і Роккі Керроллом. Голлі зобразила «світську та приголомшливу» головну судово-медичну експертку, доктора Бетті Роджерс, постійного персонажа серіалу CTV «Мотив» (англ. Motive). У 2014 році вона возз'єдналася зі своїм колегою по фільму «Застава фехтувальників» Томом Скерріттом у фільмі «Поле втрачених черевиків» (англ. Field of Lost Shoes). У 2015 році Голлі зіграла головну роль у фільмі жахів Оза Перкінса «Дочка Чорного плаща» (англ. The Blackcoat's Daughter, або англ. February). У 2018 році зіграла роль Лінн Гарпер у третьому сезоні серіалу Netflix «Останній кандидат».

## Особисте життя
Голлі була одружена тричі. Її перший шлюб був з актором Денні Квінном (англ. Danny Quinn). Вони одружилися в 1991 році й розлучилися через два роки в 1993 році. У 1994 році вона зустріла Джима Керрі під час прослуховування на фільм «Ейс Вентура: Розшук домашніх тварин». Їй не запропонували роль, але актори зав'язали стосунки під час спільної роботи на зніманнях фільму «Тупий та ще тупіший». У 1996 році вони одружилися. Шлюб тривав менш як рік, і вони розлучилися в 1997 році. У 2001 році вона вийшла заміж за Френсіса Греко, канадського інвестиційного банкіра. Пара усиновила трьох дітей, синів Генрі, Джорджа та Александера Голлі-Греко. У 2008 році, перебуваючи в шлюбі з Греко, Голлі стала громадянкою Канади. Пара розлучилася у 2014 році.
Лорен Голлі живе в Оквіллі, провінція Онтаріо, Канада, зі своїми трьома дітьми.
У 1992 році Голлі, її батько Грант та їхні родини заснували «Фонд „А“» в коледжах Гобарта та Вільяма Сміта в пам'ять про брата акторки, Александера Голла.

## Вибрана фільмографія
| Рік       |    | Українська назва            | Оригінальна назва                | Роль                    |
| --------- | -- | --------------------------- | -------------------------------- | ----------------------- |
| 1990      | ф  | Пригоди Форда Ферлейна      | The Adventures of Ford Fairlane  | Джаз                    |
| 1992      | ф  | Дріт під напругою           | Live Wire                        | Сьюзі Браянт            |
| 1992—1996 | с  | Застава фехтувальників      | Piket Fences                     | Максін Стюарт           |
| 1993      | ф  | Дракон: Історія Брюса Лі    | Dragon: The Bruce Lee Story      | Лінда Лі                |
| 1994      | ф  | Тупий та ще тупіший         | Dumb & Dumber                    | Мері Свонсон            |
| 1995      | ф  | Сабріна                     | Sabrina                          | Елізабет Тайсон         |
| 1996      | ф  | Красиві дівчата             | Beautiful Girls                  | Деріан Смоллс           |
| 1996      | ф  | Прибрати перископ           | Down Periscope                   | Емілі Лейк              |
| 1999      | ф  | Щонеділі                    | Any Given Sunday                 | Сінді Руні              |
| 1999      | с  | Острів фантазій             | Fantasy Island                   | Гізер Фінн              |
| 1999—2000 | с  | Чиказька надія              | Chicago Hope                     | доктор Джеремі Генлон   |
| 2000      | ф  | Чого хочуть жінки           | What Women Want                  | Гігі                    |
| 2000      | мф | Віднесені привидами         | яп. 千と千尋の神隠し             | Юко Оґіно               |
| 2002      | с  | Провіденс                   | Providence                       | Дарла Розаріо           |
| 2003      | с  | C.S.I.: Місце злочину Маямі | CSI: Miami                       | Гейлі Вілсон            |
| 2004      | ф  | Ю-429. Підводна в'язниця    | In Enemy Hands                   | місіс Рейчел Треверс    |
| 2005—2015 | с  | NCIS: Полювання на вбивць   | NCIS                             | Дженні Шепард           |
| 2009      | ф  | Адреналін 2: Висока напруга | Crank: High Voltage              | психіатриня             |
| 2009      | ф  | Найкращі роки рок-н-ролу    | The Perfect Age of Rock 'n' Roll | Ліза Ґенсон             |
| 2009      | с  | Противага                   | Leverage                         | міс Тобі Ерншоу         |
| 2011      | тф | Вій банші                   | Scream of the Banshee            | професор Айла Вілан     |
| 2012      | с  | Люди Альфа                  | Alphas                           | сенатор Шарлотта Бертон |
| 2013—2016 | с  | Мотив                       | Motive                           | Бетті Роджерс           |
| 2017      | с  | Люцифер                     | Lucifer                          | Роксі Пальяні           |
| 2019      | с  | Останній кандидат           | Designated Survivor              | Лінн Гарпер             |
| 2020      | с  | Тендітні створіння          | Tiny pretty things               | Монік Дюбуа             |
| 2023      | с  | Ірраціональний              | The Irrational                   | мер                     |
| 2024      | ф  | Палкий сніговик             | Hot Frosty                       | Джейн Міллер            |